# Volvo Ocean 65
Die Volvo Ocean 65 (auch VO65 abgekürzt) ist eine Segelbootklasse, die für das Volvo Ocean Race entwickelt und dort in den Wettbewerben 2014/15 und 2017/18 verwendet wurde. Mit dieser Klasse wurden erstmals Einheitsboote im Volvo Ocean Race gefahren. Auch in der Regatta 2023 (nun unter dem Namen The Ocean Race) kamen sie zum Einsatz, allerdings aus Kostengründen nur auf einem Teil der Gesamtroute, nämlich auf drei in Europa beginnenden oder endenden Etappen sowie bei Hafenrennen.

## Anlass für die neue Klasse
Der Entwurf folgte der Zielsetzung, gegenüber der vorherigen Konstruktionsklasse Volvo Open 70 eine Kostenreduktion zu erreichen, u. a. durch die einheitliche Produktion durch den Veranstalter. Die Klasse wurde vom damaligen Geschäftsführer des Regattaveranstalters, Knut Frostad, am 28. Juni 2012 nach einer Etappe des Volvo Ocean Race 2011/12 vorgestellt. Frostad ging von zukünftigen Gesamtteilnahmekosten von 15 Millionen Euro aus, wovon 4,5 Millionen auf das Boot und die Segel entfallen würden. Demgegenüber hätte die Teilnahme auf Basis der Volvo Open 70 30–40 Millionen Euro gekostet. Man hoffte, dadurch die Teilnehmerflotte auf 8 bis 10 Boote zu vergrößern. 2014 gingen acht Teams mit den neuen Einheitsbooten an den Start; 2017 waren es sieben.
Zudem hätten die individuellen Optimierungen der Volvo Open 70 zu steigenden Sicherheitsbedenken geführt. Es war durch das Ausreizen der Klassenvorschriften vermehrt zu Schäden gekommen, insbesondere in Rumpf und Rigg.
Die Volvo Ocean Race 65 (VOR65) wurde von Farr Yacht Design als One-Design-Boot erstmals für das Volvo-Ocean-Race entwickelt. Die Boote wurden seit dem Volvo-Ocean-Race 2014–2015 zentral für alle Teilnehmer gebaut. Die Vorgängerversion des Bootes war die fünf Fuß (ca. 1,5 Meter) längere Volvo Open 70 (VOR70). Der Bau der Volvo Ocean Race 65 erfolgte in vier verschiedenen Werften, welche in vier Ländern lagen (Green Marine  Vereinigtes Königreich, Decision  Schweiz, Persico  Italien und Multiplast  Frankreich). Gemäß der Organisatoren des Volvo Ocean Race führten drei Gründe zur Entwicklung der VOR65:
1. Die geschwindigkeitsbestimmenden Parameter (Länge, Gewicht, Segelgröße) der Boote sollten vereinheitlicht werden. Hierbei wurde das den Regeln entsprechende, schnellste Design gewählt.
2. Das Boot sollte mit der weltweit besten Technologie und so leicht wie nur möglich gebaut werden.
3. Das Design des Bootes sollte an die Anforderungen der Crew angepasst sein.

Im Gegensatz zur Vorgängerversion hat die VOR65 einige innovative Änderungen erfahren. So kann zum Beispiel der mitgeführte Wasserballast jetzt auf verschiedene Ballasttanks verteilt werden. Ebenso wurde der Kiel von 4,5 Meter auf 4,7 Meter Tiefgang vergrößert. Auch einige der Sicherheits- und Strukturveränderungen wurden durchgeführt. So besitzt die VOR65 jetzt acht statt zuvor vier Schotten.
Da die Boote mehrfach genutzt werden sollen, wurden sie nach dem Volvo-Ocean-Race 2014–2015 in einem aufwendigen Re-fit-Programm für das darauffolgende Volvo-Ocean-Race 2017–2018 vorbereitet. Zudem wurde eine Yacht für das Rennen 2017/18 neu gebaut.

## Merkmale
Der Entwurf stammt von Bruce Farr und basiert in weiten Teilen auf der Volvo Open 70.
Alle Rümpfe der VOR65 wurden in Segmenten von einem Konsortium, bestehend aus vier Firmen, gebaut. Die Firma Decision ( Schweiz) produzierte die Schotten und die Strukturbauten. Zeitgleich wurden der Rumpf und die damit verbundenen Längsversteifungen von der Firma Persico ( Italien) hergestellt. Das Deck wurde von der Multiplast ( Frankreich) erstellt und ausgestattet. Die Hochzeit der Einzelteile zum fertigen Boot erfolgte bei der Firma Green Marine ( Vereinigtes Königreich). Sie koordinierte den jeweiligen Bau und war auch Ansprechpartner und Supportgesellschaft für die teilnehmenden Teams.
Die Boote sind in Kompositbauweise hergestellt. Hierbei bestehen die meisten Teile komplett aus Karbonfasern. Der Rumpf ist in Sandwichbauweise ausgeführt. Durch diese Bauweise entsteht eine sehr leichte und zudem belastungsstarke Segelyacht.
Der Bug der VOR65 hat einen für Einrumpfboote eher seltenen negativen Steven. Hierdurch soll erreicht werden, dass sich der Rumpf nicht mehr über die Wellen hinweg bewegt, sondern durch sie hindurch. Mittschiffs vor dem Bug befindet sich ein 1,5 Meter langer, fest installierter Ausleger, an welchem unter anderem der Gennaker angeschlagen wird.
Das Unterwasserschiff ist nahezu über den kompletten Rumpf vom Bug bis zum Heck hin komplett flach gestaltet. Hierdurch sollen die Gleiteigenschaften auf Raum- und Vorwindskursen begünstigt werden. Dieser Umstand ist vor allem der für das Volvo-Ocean-Race typischen Route in Richtung Osten und den im Südpolarmeer vorkommenden, westlichen Winden geschuldet.
Das Heck ist flach und das Cockpit nach hinten hin offen gestaltet. Somit wird das schnelle Ablaufen von übergenommenen Wasser gefördert.
Als Unterwassergewicht dient der bis zu 40° zu beiden Seiten schwenkbare Kiel. Durch diesen hat die VOR65 eine Wassertiefe von 4,78 Metern (nicht geneigt).
Zusätzlich aufrichtendes Moment kann das Boot durch im Rumpf installierte Wasserballasttanks erhalten. Hierzu können jeweils 800 Liter seitlich in den Bereich des Cockpits und/oder 1200 Liter Wasser in einen Tank, welcher sich vor dem Mast befindet, gepumpt werden.
Im Regattabetrieb wird das Boot mit einer 10er- oder 11er-Mannschaft gesegelt.

### Maße und Gewichte
| Merkmal                  | Abmessung / Anmerkungen                                                       |
| ------------------------ | ----------------------------------------------------------------------------- |
| Rumpflänge               | 20,37 m                                                                       |
| Wasserlinie              | 20,00 m                                                                       |
| LüA (inkl. Bugspriet)    | 22,14 m                                                                       |
| Breite                   | 5,60 m                                                                        |
| Tiefgang                 | 4,78 m                                                                        |
| Verdrängung (leer)       | 12.500 kg                                                                     |
| Schwenkbereich des Kiels | ±40°                                                                          |
| Schwerter                | Zwei, aufholbar                                                               |
| Ruder                    | Zwei unter dem Rumpf; ein Ersatzruder, das auch am Spiegel montierbar ist     |
| Wasserballast im Heck    | Zwei 800 l-Tanks am Spiegel unter dem Cockpit                                 |
| Wasserballast im Bug     | Ein mittiger 1000 l-Tank vor dem Mast                                         |
| Righöhe                  | 30,30 m (99,4 ft)                                                             |
| Rigtyp                   | Decksmontage mit zwei Stagen                                                  |
| Bugsprietlänge           | 2,14 m (7 ft)                                                                 |
| Großsegel                | 163 m2 (3 Reffs)                                                              |
| Fock (J1)                | 133 m2 (am Vorstag angeschlagen, gelattet)                                    |
| Segelfläche am Wind      | 296–451 m2 (Groß mit Fock 1 oder mit Kombination aus Genua und Fock 2 oder 3) |
| Segelfläche vor dem Wind | 578+ m2 (Groß und Gennaker A3, zusätzliche Stagsegel sind erlaubt)            |

## Rigg, Takelage, Segel

### Rigg
Das Rigg der VOR65 wurde ebenso wie der Rumpf für alle Teams identisch hergestellt und wird vom Veranstalter bzw. dem Hersteller (Firma Southern Spars) bereitgestellt. Es wurde für das Volvo-Ocean-Race entwickelt und den Anforderungen entsprechend ausgelegt. Der Slup getakelte Mast besteht aus Karbonfasern und ist 28,4 Meter hoch.
Der Baum hat eine Gesamtlänge von 7,68 Meter und besteht ebenso aus Karbonfasern. Das Rigg ist mit neun separaten Wanten befestigt und besitzt eine minimale Bruchlast von 26 Tonnen.

### Segel
Jedem VOR65-Team werden insgesamt 12 Segel zur Verfügung gestellt, wobei jeweils je nach Regatteregeln nicht alle Segel pro Etappe mitgeführt werden dürfen. Zentraler Segelhersteller des Volvo Ocean Race ist die Firma North Sails US. Fast alle der Segel werden in moderner 3Di Technologie aus Aramid- oder Dyneemafasern hergestellt.
Die folgenden Segel werden den Teams zur Verfügung gestellt:
| Name                    | Größe [m²] | Material        | Benutzungsart                        | Details                                                                    |
| ----------------------- | ---------- | --------------- | ------------------------------------ | -------------------------------------------------------------------------- |
| Mainsail / Großsegel    | 161,4      | 3Di, 270000 dpi | Alle Kurse                           | 3 Reffpunkte / 6 Segellatten                                               |
| J0 / Jib Zero           | 171,3      |                 | Amwindkurs (6–13 ktn)                |                                                                            |
| J1 / Genua 1            | 132        | 23800 dpi       | Amwindkurs (8–15 ktn)                |                                                                            |
| J2 / Genua 2            | 86,6       | 3Di 32000 dpi   | Amwindkurs (13–25 ktn)               | Beispiel                                                                   |
| J3 / Genua 3            | 44,5       | 3Di 32000 dpi   | Amwindkurs (22–35 ktn)               | Stagsegel, welches teilweise auch zusätzlich zu anderen Segel genutzt wird |
| A3 / Gennaker           | 420        |                 | Raumwinds (>120°)                    | Rollanlage am Bugspriet                                                    |
| Fractional Code 0 (FRO) | 235        | 3Di 16800 dpi   | Vor- und Raumwindskurse (leichtwind) | bei sehr leichten Winden teilweise auch auf Amwindskurs genutzt            |
| Masthead Code 0 (MHO)   | 305        | 3Di 13600dpi    | Leichtwindsegel (0–6 ktn)            | auch bei moderaten Raumwindskursen oder starker Briese (Vorwinds) genutzt  |
| Pre-Race J4 / Sturmfock | 29,7       | spectra S 395   | ab +35 ktn                           | Sturmfock oder als Stagsegel genutzt                                       |

### Ausrüster
Die Segel kommen von North Sails, Mast, Baum und stehendes Gut von Southern Spars, Composite Rigging und North Technology Group. Für die Funktechnik ist Inmarsat verantwortlich. Die 3.000 m laufendes Gut liefert Gottifredi Maffioli, Harken die Winschen und Equiplite die Blöcke. Von Mastervolt stammt die Bootselektrik. Cariboni stellt die Schwenkkielmechanik her, Iron Brothers den Kiel samt Bombe. Der Dieselantrieb für Hafenmanöver ist ein Volvo Penta D2-75.

### Vergleich zur Volvo Open 70
| Merkmal                                          | VOR 65                                                 | Volvo Open 70              |
| ------------------------------------------------ | ------------------------------------------------------ | -------------------------- |
| Länge                                            | 20,37 m                                                | 21,50 m                    |
| Breite                                           | 5,60 m                                                 | 5,70 m                     |
| Tiefgang                                         | 4,78 m                                                 | 4,50 m                     |
| Verdrängung (leer)                               | 12.500 kg                                              | 14.000 kg                  |
| Aufrichtmoment (RM 25) beladen mit Wasserballast | 33.000 kg/m                                            | 40.000 kg/m                |
| max. seitl. Schwenkwinkel des Kiels              | 40°                                                    | 40°                        |
| Rigghöhe                                         | 30,30 m                                                | 31,50 m                    |
| Freibord am Mast                                 | 1,72 m                                                 | 1,60 m                     |
| Großsegel                                        | 151 m2                                                 | 175 m2                     |
| Fock                                             | 135 m2 (J1)                                            | 200 m2 (G1)                |
| Bugspriet                                        | 2,15 m (7 ft)                                          | 1,82 m (6 ft)              |
| Segelanzahl (inkl. Sturmsegel)                   | 7                                                      | 10                         |
| Wasserballast                                    | 1 × 1000 l (mittig vorne) und 2 × 800 l (hinten außen) | 1 × 1600 l (mittig hinten) |

## Boote
Die Boote wurden vom Regattaveranstalter bei Farr gebaut und dann an die Teams vergeben. Der Bau einer VOR65 dauerte sieben Monate und benötigte etwa 36.000 Arbeitsstunden. 120 Bootsbauer und 70 Zulieferer waren beteiligt.
Insgesamt wurden neun Jachten gebaut. Sieben Boote, welche bereits in der Regatta von 2014/15 teilnahmen, wurden für geschätzt 1 Million Euro überholt und in der Regatta von 2017/18 erneut eingesetzt. Zusätzlich gab es einen Neubau für die 2017/18er Wettfahrt. Für 2017/18 erhielten die Jachten einen 500 Watt Hydrogenerator, um die Emissionen und den Verschleiß des von Volvo Penta Marine hergestellten Diesel-Generators zu reduzieren.

## Liste der Volvo-Ocean-Race 65 Boote
| Nr. | Übergabe | Rennen 2014/15                                         | Rennen 2017/18                                           | Bemerkung                                                                       |
| --- | -------- | ------------------------------------------------------ | -------------------------------------------------------- | ------------------------------------------------------------------------------- |
| 1   | 10/2013  | SCA ( Schweden)                                        |                                                          |                                                                                 |
| 2   | 10/2013  | Dongfeng Race Team ( Volksrepublik China)              | Dongfeng Race Team ( Volksrepublik China)                |                                                                                 |
| 3   | 02/2014  | Team Brunel ( Niederlande)                             | Team Brunel ( Niederlande)                               |                                                                                 |
| 4   | 03/2014  | Abu Dhabi Ocean Racing ( Vereinigte Arabische Emirate) | Sun Hung Kai/Scallywag ( Hongkong)                       |                                                                                 |
| 5   | 04/2014  | Team Alvimedica ( Vereinigte Staaten / Türkei)         | Vestas 11th hour racing ( Vereinigte Staaten / Dänemark) |                                                                                 |
| 6   | 07/2014  | MAPFRE ( Spanien)                                      | MAPFRE ( Spanien)                                        |                                                                                 |
| 7   | 08/2014  | Vestas ( Dänemark)                                     | Turn the Tide on Plastic ( UNO)                          | massiver Schaden in Etappe 2 des Rennens 2014/15 – wurde wieder instand gesetzt |
| 8   | 2017     |                                                        | AkzoNobel ( Niederlande)                                 |                                                                                 |

## Kritik
Das Design wurde von erfahrenen Volvo Ocean Race-Teilnehmern weitgehend positiv aufgenommen. Grant Dalton, der die Regatta bereits gewonnen hat, meinte, dass der Entwurf das wirkliche den Sport im Moment beschäftigende Problem angehe, nämlich die absurd hohen Kosten.
Kritik kam von Fans und vor allem von Jachtdesigner Juan Kouyoumdjian, dessen Boote die drei vorhergehenden Auflagen der Regatta gewonnen hatten. Er missbilligte den Wechsel zum Einheitsbootrennen. Der Vorwurf, dass die Volvo Open 70-Jachten zu teuer seien, träfe nicht zu. Seine Schiffe hätten im Kostenbereich von 5 Millionen Euro gelegen. Was man auch unternehme, es würde immer das finanziell am besten ausgestattete Team gewinnen („the richest will always win“). Er sei bereits angefragt worden, ob er eine Volvo Ocean 65 für einen möglichen Teilnehmer optimieren könne.